# シービスケット
シービスケット（Seabiscuit、1933年5月23日 - 1947年5月17日）は、アメリカ合衆国で生産・調教されたサラブレッドの競走馬、種牡馬である。1930年代のアメリカ競馬で競走生活を送った馬で、初期は不遇を託つものの、よい人脈に恵まれて以降は快進撃を繰り広げ、仕舞いにはマッチレースで三冠馬を破るほどの活躍を見せた。晩年には故障からの劇的な復帰を遂げ、当時のアメリカ西海岸における最大の競走も制覇した。
1930年代初頭はアメリカにおける大恐慌時代であり、その最中に駄馬から活躍馬へと変身したシービスケットは一躍アイドルホースとして人気を博した。逸話も多く、同馬とそれに関わる人々を描いた小説が映画化されている。
後の1958年にアメリカ競馬殿堂に加えられ、またブラッド・ホース誌の選ぶ20世紀のアメリカ名馬100選において25位と位置付けられた。

## 経歴

### 出自
シービスケットは1933年にウィートリーステーブルで生まれた鹿毛のサラブレッドで、父はマンノウォー産駒のハードタック、母はウィスクブルーム産駒の未出走馬スウィングオンという血統であった。馬名の「Seabiscuit」とは海軍用の堅パンのことで、これは父のハードタック（堅パンの意）から連想してつけられたものである。
生後クレイボーンファームで育成され、ウィートリーステーブル所有で競走馬として登録された。父ハードタックは容姿の整った馬であったが、シービスケットはそれに全く似ず、毛並みは見栄えが悪く、尾も短く、脚はずんぐりとして、馬格が小さい上に瘤のように膨らんだ膝もあり、見た目からは期待をできるものではなかった。生後、馬主のフィップスが視察に訪れた際、牧場のブル・ハンコックはフィップスが失望して売却しかねないと思い、シービスケットを見えないように隠していたという。
また歩様もおかしかった。歩くときは大股で歩くため、常に脚が悪いように見えていた。走る時は脚運びがうまくゆかず、前脚を後脚で蹴る悪癖も持っていた。関係者からは「泡立て器のような足並み」と揶揄されたという。
悪い面が多く見られる一方で、気性の面は父に似ずおとなしいという良い面もあった。よく眠る馬で、朝もなかなか起き上がらず、時には厩舎で存在を忘れられたこともあるという。
また食欲旺盛で、厩舎では常に何かを口にしており、食事の後に自分の寝ワラを食べていることもしばしばあった。食べ物を差しだすと喜んで食べたことから、厩務員から取材に来た記者までが色々な物を差しだして与えている。この食欲は後年まで衰えず、このため体重の調整にはしばしば苦労している。なかには間食を与えたことが原因で、調教師に激怒されクビにされた厩務員がいたほどである。

### 2歳時（1935年）

#### デビュー前
1934年、アケダクト競馬場にあったフィッツシモンズの厩舎に、シービスケットと、同父のグロッグ（Grog）という2頭のハードタック産駒が送り込まれた。そののんびりとした気性から、シービスケットはフィッツシモンズに「大きな犬」として憶えられていた。実際に食事のときを除いてシービスケットは常にのんびりとしており、調教に至ってもゆっくりと走り、才能のかけらも見いだせない有様であった。
しかし程なくして、フィッツシモンズはシービスケットに能力が無いのではなく、能力があることを隠してさぼっていることを見抜くに至った。その知性について、フィッツシモンズは「本当は歌えるのに、そう仕向けない限りは絶対歌わない鳥のような奴だ」と喩えている。あるとき、フィッツシモンズはシービスケットをファウストという名の馬と併せ馬をさせ、シービスケットの乗り役に「鞭の代わりになる板きれを持ってこい」と指示した。フィッツシモンズの本来の調教方針は鞭を使わせないことであったが、その怠け癖を見越して、シービスケットに鞭を打つ実験を行ったのであった。その結果、ファウストはみるみる置き去りにされ、シービスケットの本来の能力が浮き彫りとなった。このため、フィッツシモンズはシービスケットに限り、その調教に鞭を使うことにしていた。
やがて年初が近づき、シービスケットも2歳馬としてデビューを迎えなければならない時期になっていた。しかしその調教量は十分とは言えなかったため、フィッツシモンズはアシスタントであるフィッツシモンズ・ジュニアにシービスケットを預け、競走への出走を調教代わりにさせることにした。そして自身はもっと早熟な馬、およびグランビルやオマハといった現時点で結果の出る馬への調教へと時間を割いた。

#### 下積み時代
1935年1月19日、シービスケットはV・マーラ調教師の名義のもとで、ハイアリアパーク競馬場で行われた第1競走ダート3ハロン（約600メートル）でデビュー戦を迎えた。結果は10頭立ての4着であった。その3日後には早くもクレーミング競走を経験して2着、さらにその5日後にまたクレーミング競走と短い間隔で連戦したが、結局ハイアリアパークでは5戦して勝ち上がることはできなかった。4戦目よりブリンカーを装着しており、以後ほとんどの競走でこれを着用している。
この後に担当調教師がジョージ・タッペンに変更、11戦目以降はフィッツシモンズ本人の名義下で調教を受けた。競走の舞台もメリーランド州のボウイ競馬場に移って3戦を経験したが、そこでも2着が最高であった。以後もハバディグレイス競馬場、ジャマイカ競馬場、ロッキンガムパーク競馬場と東海岸の各地を巡業し、18戦目に迎えた6月22日のナラガンセットパーク競馬場ダート5ハロンの一般戦で、シービスケットはようやく初勝利を挙げた。翌戦でも勝利を挙げ、おまけにナラガンセットパーク競馬場5ハロン（約1006メートル）のトラックレコードを更新し、その能力の高さの片鱗を見せた。しかし好調は長続きせず、再び下級クレーミング競走で凡走を繰り返す生活に戻っている。
この年、同厩舎のオマハは三冠競走のすべてを制して、史上3頭目のアメリカ三冠馬となる栄誉を手にした一方で、シービスケットは2歳ながらにして35戦も出走しながらも条件戦5勝と、その労力に比べて冴えない戦績に終わった。12の競馬場を回って35戦という競走行程は、当時としても過酷極まりないものであったが、調教を兼ねるという目論見そのものは成功し、その馬体は入厩当時より競走馬らしいものへと変貌していた。フィッツシモンズは後年、この2歳時のヘビーローテーションはシービスケットの能力の底上げに役立っていたはずだと語っている。しかし、35回に及ぶ全力疾走させては鞭で打ちつけるという工程は、シービスケットに競走に対する嫌悪を植え付けてしまった。同年の10月にサフォークダウンズ競馬場で行われた6ハロン（約1207メートル）戦で、10頭立ての最下位に沈んだ同馬を「性悪で強情で、苛立った馬だ」と評したのは、後に再び同馬の乗り役となるジョージ・ウルフであった。

### 3歳時（1936年）

#### 3歳前半
翌年になると、フィッツシモンズ厩舎は素質馬グランビルの三冠達成に向けての取り組みが大筋となり、やはりシービスケットはなおざりにされた。シービスケットをグランビルの併せ馬の相手として使ったこともあった。
シービスケットの3歳シーズン初戦は、ニューヨーク州のジャマイカ競馬場での下級条件戦からであった。年初戦は2着に終え、その後同年5戦目のナラガンセットパーク競馬場で勝利を挙げた。その後もひどい惨敗をするかと思えば、終始先頭を譲らず快勝したりと、浮き沈みの激しい成績を残し続けた。フィッツシモンズも同馬の才能を理解したつもりでいたが、それを引き出す手が見つからずにいた。グランビルが出走する予定のケンタッキーダービーを目前にした頃、フィッツシモンズはグランビルに関するコメントを期待していた記者に対して、「時間はかかるだろうが、いつか連戦連勝の馬になる逸材だ」とシービスケットのことを挙げ、記者を驚かせたという。
一方で、フィップスからすればシービスケットは期待のかからない馬の一頭にすぎず、またもし活躍したとしても、逆に強豪馬に課せられるハンデキャップに耐えられないであろうと見通していた。フィップスは競走用として売り手を探すに飽き足らず、さらにはポロ用の競技馬としての売り込みも図ったが、不格好なシービスケットに買い手は付かなかった。

#### 移籍

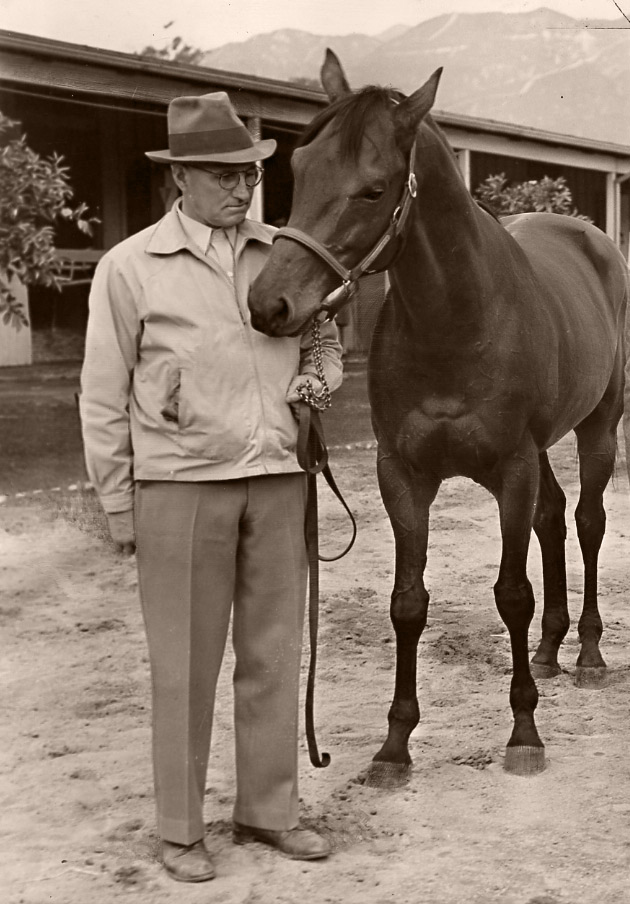
シービスケットとスミス

トム・スミスが初めてシービスケットを目にしたのは、6月29日に行われたサフォークダウンズ競馬場の下級条件戦においてであった。当時、西部の自動車富豪チャールズ・スチュワート・ハワードは、妻であるマーセラ・ハワードの影響もあって競馬に強い関心を示すようになり、有能な持ち馬の発掘と調教を任せるためにスミスを雇っていた。
その時は何も行動を起こさなかったが、スミスは程なくしてシービスケットと再会を果たした。8月3日、俳優にして馬主のビング・クロスビーの代理としてサラトガ競馬場にいたハワード夫妻は、ある4500ドルのクレーミング競走の後にスミスを呼び、馬の品定めをさせた。フィッツシモンズの厩舎に赴いたスミスは、そこでシービスケットとの再会を果たした。
スミスはシービスケットを買うことを進言し、ハワードもマーセラも同馬を気に入ったが、ハワードはビジネスの体裁を取り、シービスケットをフィップスとその共同所有者であったオグデン・ミルズに対して「同馬を7500ドルで買い取る。ただし、同馬が次の競走で勝つことを条件とする」という約束を取り付けた。この額は当時のクレーミング競走馬としては高額な取引ではあるが、これには種牡馬としての将来的価値が付帯しているためであった。
その翌戦となる8月10日、サラトガ競馬場は豪雨の中での開催であった。スミスはシービスケットが重馬場を苦手とすることを知っていたため、当初スクラッチ（出走取消）を検討していた。しかしそれよりも早く他の陣営が次々と引き揚げ、ついにはシービスケット以外に1頭しか残らない、2頭立てとなっていたため、勝機があると踏んで出走させた。最初はもう1頭に大きく先行を許したものの、次第に距離を詰めて追い抜き、4馬身差をつけて勝ちを手にした。
ハワードはこの結果に満足し、「この馬には精神的・肉体的に立て直す必要がある部分が多いが、ハートだけは立て直す必要すらない頑強な物を持っている」と評した。その競走を終えてミルズは改めて売るかどうかを悩んだが、ハワードの「売るのか、売らないのか」という問いかけに「売った」と答え、商談を成立させた。フィッツシモンズはその商談を知っていたが、成立していたことは知らず、シービスケットは彼に見送られることなく厩舎を発った。

#### 再生

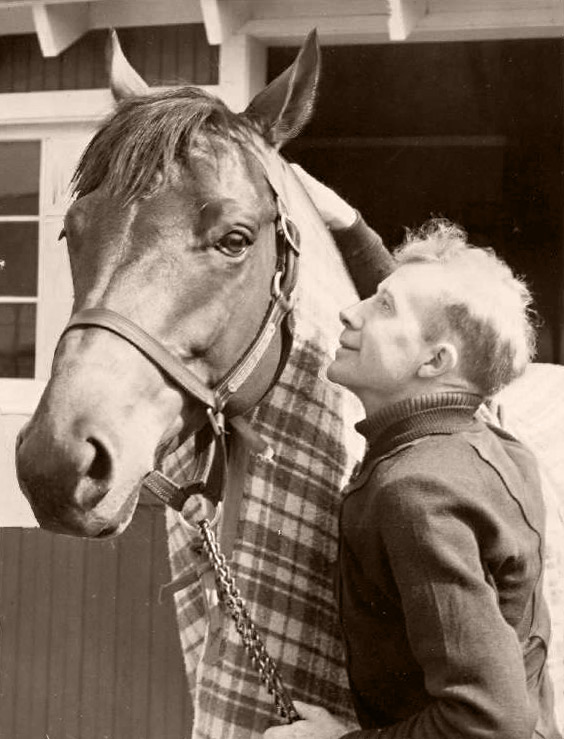
シービスケットとポラード

以後、シービスケットはマーセラの名義のもとで競走生活を送ることになった。しかしシービスケットはそれまで溜めこんできたストレスから普通の調教を受け付けず、そのためスミスは様々な奇策を凝らすこととなった。
スミス厩舎に来た直後は食も細く、体重も平均を大きく下回っていた。また気も荒く、馬房の前を誰かが通るたびに口を大きく開いて威嚇する有様であった。そこでスミスはシービスケットに同居人を与えることで、そのストレスを和らげる方針を取った。同じくスミス厩舎には、誘導馬および乗用馬として飼われていたパンプキンという名の馬がおり、日頃より他馬との折り合いをつけることの上手い同馬はその役にうってつけであった。スミスはシービスケットの馬房の壁を片方取り払い、その向こう側にパンプキンを入れて、2頭で共同生活を送らせた。目論見は成功し、シービスケットとパンプキンは以後終生良き友となった。さらに迷い込んできた犬や猿なども馬房の仲間に加わり、シービスケットの心を落ち着けるのに役立った。
次いで、スミスはシービスケットの身体面を労わる努力を始めた。傷ついた脚には独自に調合した湿布剤を塗り、その上にバンデージを1インチの厚さで巻き付けた。また栄養管理にも細心の注意を払い、北カリフォルニア産のチモシーや、サクラメント産のオート麦など産地や品質を厳選したものを与えていた。
また、馬は長きに亘る過酷な調教から競走を嫌がるようになり、乗り役の指示に逆らう仕草をみせていた。このため、スミスはあえて乗り役に何も指示を出させないで、ひたすら馬の思うがままに走らせ、自分が強制を受けないということをシービスケットに認識させようとした。生活のリズムも極力シービスケット自身のペースに委ねる方針をとり、厩務員らには朝になって起きてこなくとも、そのまま寝かせておくようにと指示を出している。
カナダ出身の騎手ジョン・ポラード（レッド・ポラード）がスミスの厩舎に出入りするようになったのはこの頃からで、その役割はシービスケットの乗り役候補であった。ポラードはシービスケットに試乗したのちに、スミスに対して「この馬に鞭は極力使うべきではない」と提言した。スミスは絶好の乗り役を見つけたと確信し、以後のシービスケットの主戦はポラードに決まった。シービスケットとスミス、およびポラードはその数週間の期間で信頼関係を築き、後の成功に繋げていった。
シービスケットは賢く、おのずとペース配分やゴール板の意味を理解していった。調教は当初よりは進むようになったが、それでもなおシービスケットには様々な悪癖があった。特に内ラチ側に寄りたがる癖はなかなか抜けず、外側に持ち出そうとすると減速する癖もあった。ブリンカーを装着させるなどである程度の矯正は出来たが、最終的にはその加速・減速の癖を利用して速度を制御するようになった。また賢いあまりのいたずらもあり、疾走中に時々急減速をかけては乗り役を落とそうとふざけることもあった。
シービスケットはその後東部・西部および中部地区の色々な競馬場に赴くことになるが、当時の輸送機関はほぼ鉄道のみであり、馬によってはこれが元で体調を崩すことも少なくなかった。このため、ハワードはシービスケットの輸送の際には貨物車両をひとつ丸ごと借りて、車両に大量の寝ワラを詰め込んでおくことで、専用の「寝台車」を作っていた。

#### 新たな始まり
ポラードが乗って初めて迎えた競走は、1936年8月22日のデトロイト競馬場のモーターシティハンデキャップであった。この競走には当時強豪の牝馬として名の知られていたマートルウッドが出走しており、シービスケットはそのマートルウッドより12ポンド（約5.4キログラム）軽い110ポンド（約49.5キログラム）と斤量に恵まれたものの、最終的にはレコード勝ちを決めたマートルウッドから4馬身1/4差離された4着に終わった。翌戦のハンデキャップ一般戦でも3着に終わっているが、スミス・ポラードともに良い感触を掴んでいた。
スミスの調教下で3戦目に当たる、9月7日のガヴァナーズハンデキャップには28000人の観衆が詰めかける中で行われた。シービスケットはスタートから先行するバイオグラフィという馬のすぐ後ろにつけてバックストレッチを回り、直線入口で後退するバイオグラフィを尻目に先頭に立つと、地元の強豪であったプロフェッサーポールという馬の追撃をクビ差退けてゴール、優勝を果たした。スミス厩舎、およびポラード騎乗での初勝利であった。
シービスケット陣営の最大の目標は、ハワードの念願でもあったサンタアニタハンデキャップでの優勝であった。スミスはシービスケットにそれを勝つ能力があることを確信していたが、あまり西海岸で派手なところを見せるとハンデキャップの負担斤量が重くなるだろうと懸念し、その後もしばらく中部のマイナー競馬場で競走を続けさせた。翌戦もデトロイト競馬場で使われ、ハンデキャップ戦で6着、その次走ヘンドリーハンデキャップでは4馬身差の楽勝を挙げた。その後シンシナティのリヴァーダウンズ競馬場で2走して、ともに3着に敗れている。
リヴァーダウンズの後、スミスはシービスケットをそろそろ衆目に晒しても構わないと考え、東海岸はニューヨーク州のエンパイアシティ競馬場へと赴かせた。当時無名のシービスケットは、登録されたスカーズデールハンデキャップでもまったく注目されず、フィールド扱いでも単勝13倍という低評価であった。スタートから中団に位置取ったが、ポラードは道中でシービスケットを外に持ち出しており、これにより馬群との衝突を避けて動くことができた。そして最後の直線に向いてから猛烈に追い上げてゴール、写真判定の末に優勝を宣告された。
それから1週間後に同競馬場のヨークタウンハンデキャップに出走している。評価は向上したようで、単勝倍率も9倍台であったが、その分負担斤量も119ポンド（約54キログラム）と増やされており、それもあって3着に敗れている。その後、ハワードとスミスは目標に向けて、カリフォルニアへとシービスケットを戻した。
この頃、シービスケットは自身の力量を理解したようで、併せ馬をすると相手の少し前を走り、それに相手が追いつこうとするとまた離しといったことを繰り返して、相手の競走意欲を削ぐようなことを始めた。このため、スミス厩舎の馬たちはシービスケットと調教することを嫌がるようになり、スミスは再び調教の仕方に困るようになったという。

#### カリフォルニア戦線
初めてシービスケットがカリフォルニアに来たのは同年11月であった。ハワードがサンタアニタハンデキャップ制覇を目指していることは西海岸のマスコミにはよく知られており、そのためシービスケットも「ハワードの用意した新しい馬」として一応の取材を受けたものの、前述の三冠馬オマハや、そのオマハを破ったことのあるローズモントといった東海岸の強豪が出走を予定していたことから、単なる穴馬の1頭という程度で扱われた。スミスもシービスケットが調教で良い時計を連発していることを知っていたが、ハンデキャップの負担斤量を高く見積もられないよう、その様子は秘密裡にしたままであった。
11月28日、シービスケットはベイメドウズ競馬場の1マイル戦（約1609メートル）であるベイブリッジハンデキャップに登録され、西海岸での初の競走に挑むことになった。スミスが隠したこともあり、シービスケットは現地では未だ無名であったものの、スカーズデールハンデキャップ勝ちを理由に116ポンド（約52.6キログラム）と地元馬よりも高い斤量が課せられ、また単勝倍率も3.2倍と1番人気であった。シービスケットはスタートで躓いて出遅れるが、ひたすら後方で待機し、最後のコーナー目前で馬群の隙を縫って前へと飛び出した。それから先は楽勝で、ポラードはシービスケットをキャンターでゴール線を越えさせたが、それでも5馬身差の勝利であった。ベイメドウズ競馬場は開設2年目だったこともあり、このときの1分36秒00という記録はそのコースレコードを易々と更新、また当時の世界記録にあと0.6秒と迫るものであった。
12月12日、翌戦も同じくベイメドウズ競馬場で、当時の同競馬場の大一番であったワールズフェアハンデキャップに出走した。前走の評価から単勝倍率はさらに高まり、2.1倍の1番人気で支持されていた。ポラードは前走での失敗を繰り返さないようにスタートに注意し、うまく先頭を取るとそのまま終始譲らずゴールまで駆け抜けた。最後の直線ではポラードが勝負あったと制止しようとしたが、馬はそのまま全力で駆け抜け、再び5馬身差でコースレコードを更新した。この記録は当時としても桁が違う好記録であったようで、以後3年間の間はこのコースレコードに3秒と迫れる馬がいなかったという。
12月18日、シービスケットは初めてサンタアニタパーク競馬場の厩舎に入った。シービスケットとパンプキン用に隔壁を取り払われた馬房は、厩務員たちから「カイザー・スイート（皇帝の特別室）」とあだ名されたという。当初クリスマスの競走に出走させる予定であったが、疲労が見えたため回避し、翌年の年明けに始動させることにした。
ベイメドウズでのパフォーマンスから、シービスケットの評価は当然高まり、サンタアニタハンデキャップで重い斤量を背負わされるのは不可避になってきた。ブックメーカーの中にはシービスケットをローズモント以上の倍率に推すものもいたという。しかしその評価はまだサンフランシスコなど一部の地域に留まるもので、サンタアニタパークのあるアーケディアの地元紙からはその評価を疑問視され、また東部の新聞では「西海岸で最も過大評価された馬」「5000ドルのクレーミングホース以上の評価は与え難い」とまで酷評している。

### 4歳時（1937年）

#### 受難のサンタアニタ
当初は年明けの競走に使う予定であったが、馬場が雨で緩くなっていることを理由に回避している。これの代わりに1月16日の競走に使おうとしたが、今度はシービスケットの体に湿疹が出来てしまい、再び回避して休養にあてている。さらに元よりよく食べる馬だったために体重が増えやすかったが、この休養で体を動かさなかったことで体重がさらに増えてしまった。スミスはこの時の馬体を、「バターボール」と評したほどである。このため、ゴム製のサウナスーツを着せて調教を行ったり、口に覆いをつけて間食しないようにするなどして、その体重を落とす取り組みがなされた。
これらの調整のために、次に競走に出せるようになったのは2月9日であった。サンタアニタパークでの初戦はハンティントンビーチハンデキャップという7ハロン（約1408メートル）の一般戦で、同競走にはローズモントも出走を予定していため、当初スミスはここでもしローズモントを破るとまた評価が上がって、ハンデが重くなるのではないかと懸念していた。しかしサンタアニタハンデキャップの斤量前発表において、シービスケットは114ポンド（約51.7キログラム）とそこそこの斤量評価に留まったことが発表されると、スミスは安心して出走を決定した。競走はスタートからシービスケットが快調に逃げ、それにクラウドドーという馬が競りかけたことによってハイペースの流れとなっていた。シービスケットは最後の直線でクラウドドーを突き放して逃げ切り、2着馬に4馬身半差をつけて優勝を手にした。
サンタアニタハンデキャップの前哨戦となる翌戦のサンアントニオハンデキャップにて、シービスケットやローズモントは再び対戦した。しかしここではシービスケットがスタート時にまたしても躓き出遅れ、最後の直線で後方から駆け上がったものの5着に終わっている。一方のローズモントは優勝を果たしている。サンタアニタハンデキャップを目前にしながらも、スミスはシービスケットの調教を全く公開せず、さらに前走の敗戦もあって、シービスケットが怪我をしたという噂がこの当時流れていた。
2月27日のサンタアニタハンデキャップには6万人の観衆が詰めかけていた。シービスケットの出走枠は内側3枠で、当日発表の馬場状態はgood（稍重馬場）であり、ポラードは内側の馬場が乾ききっていないことを見抜き懸念していた。シービスケットはスタート時には9番手に、それから間もなく4番手につけて、馬場の固く締まった外側を走り続けた。残り4ハロンというところで後方にいたローズモントが順位を上げ始め、ポラードもシービスケットを外に持ち出して馬群を抜ける準備をしていた。最後の直線に入ると2頭とも馬群を突き放して伸び、先を行くシービスケットはローズモントを1馬身ほど離す差をつけてゴール線目前まで迫っていたが、残り15完歩というところで突然内側によれて失速した。この隙をついてローズモントはシービスケットに急迫、ほぼ同時にゴールに飛び込み、写真判定の末にハナ差でローズモントに軍配が上がった。
このときの敗因とされるのが、最後の直線でリードをとったシービスケットとポラードが、後方から迫ってきたローズモントに気付かなかったことであった。シービスケットはブリンカーを着用しているため後方が見えず、またポラードは昔の事故で右目を失明していたために外側（右手側）が見えず、人馬ともに後ろからはもう来ないと気を緩めた、というものである。ポラードの騎乗を責めなかったのはスミスとハワードくらいなもので、ファンもマスコミも慢心して騎乗ミスをしたと苛烈に咎められた。しかしポラードは自身の視力が原因だと説明すると騎手生命そのものを失いかねないので、その悪評に反論できず、また視力のことは以後も隠し通した。スミスはこの敗戦後、シービスケットのブリンカーに小さな穴を開けて、わずかに後ろが確認できる仕様に改造した。

#### 連勝街道
前走からおよそ1週間後の3月6日、サンフアンカピストラーノハンデキャップには45000人の観衆が詰めかけていた。ローズモントが東海岸に戻ったこともあり、シービスケットはインディアンブルーム・スペシャルエージェントといった地元のレコードホルダーを押しのけて単勝2.5倍の1番人気に支持されていた。スタートから勢いよく飛び出したスペシャルエージェントの後ろにつけて進んだシービスケットは、最後の直線手前で先頭を奪い、そのまま後続に7馬身もの差をつけて圧勝した。観客はこの勝利に狂喜し、「ローズモントを連れてこい！」というコールが沸き起こっていた。
4月17日にはタンフォラン競馬場のマーチバンクハンデキャップに出走し、やはり多くの観衆を競馬場に集めた。ポラードは先行を予定していた馬が前に出てこないのを見て、シービスケットを終始先頭で走らせ、ペースを緩めながらもそのまま先頭でゴールした。これらのパフォーマンスから、以後次第にシービスケットの負担斤量は重くなり始めていくことになり、5月22日のベイメドウズハンデキャップでは127ポンド（約57.6キログラム）が課せられた。しかし単勝1.1倍の圧倒的人気に支持されたシービスケットは、それでも後続を1馬身1/4ほど離して優勝している。
すでにカリフォルニアにシービスケットに敵う相手がいないと判断したハワードは、シービスケットを東海岸へと送り、再びローズモントと対戦させる案を練り、ローズモントが出走を予定しているブルックリンハンデキャップに登録させた。6月26日当日のアケダクト競馬場には2万人もの観衆が詰めかけ、シービスケットは地元の有力馬アネロイドと同斤量の122ポンド（約55.3キログラム）を課せられていた。スタートから先頭に立ってバックストレッチを回ると、まずはローズモントに競りかけられるもこれを退け、そして最後の直線で追ってくるアネロイドに迫られた。シービスケットはハナ差でアネロイドを凌ぎきってゴールし、さらに3着以下の後続には5馬身もの差をつけていた。東海岸の競馬関係者らはシービスケットの名声を過大評価だと考えていたが、この勝利によってその見通しを改めさせられた。
その後もシービスケットは東海岸に居残り、その存在を知らしめ続けた。7月10日のエンパイアシティ競馬場で行われたバトラーハンデキャップでは単勝1.9倍の1番人気、かつトップハンデの126ポンド（約57.1キログラム）で出走し、負担斤量が最大で10ポンド以上も軽い馬らを相手にしながら逃げ切って優勝している。7月24日には同競馬場のヨンカースハンデキャップで129ポンド（約58.5キログラム）を背負い、2着に4馬身差をつけて勝つとともに、8.5ハロン（約1709メートル）のトラックレコードを更新した。
8月7日、サフォークダウンズ競馬場で行われたマサチューセッツハンデキャップで、シービスケットはついに130ポンド（約59キログラム）の斤量を積まれるようになった。スタートから先頭を奪おうとするも、フェアナイテスという軽ハンデの牝馬が競りかけてきたため、同馬と先頭を争いながらコースを回ってきた。最後にはフェアナイテスを2馬身半、2着に追い込んできたカバレッロも1馬身離して優勝し、またしてもトラックレコードを更新した。ハワードはシービスケットに果敢に競りかけたフェアナイテスを気にいり、同馬を購入してスミスに預けることにした。後にポラードがその騎乗を担当し、勝ちも挙げている。
勝つにつれて負担斤量が増えていくことは、シービスケット陣営の大きな懸念であった。ハワードも当初あまりにも斤量が重くなる競走への出走をためらっていたが、そういった発言が批判の的とされてしまい、そのような競走でもシービスケットを出走させざるを得ないと焦らされた。次の競走に勝てばディスカヴァリー以来の8連勝記録となるところであったが、出走した9月11日のナラガンセットパークスペシャルはsloppy（不良馬場）で、しかもシービスケットの負担斤量が過去最大の132ポンド（約59.9キログラム）だったことも影響して、3着に敗れている。この敗戦により、結局ハワードは再び糾弾された。

#### すれ違う両陣営
東海岸でもシービスケットに勝ちうる馬は、あとは三冠馬ウォーアドミラルしかいなかった。未だ対決したことのないこのスターホース同士によるマッチレースは、この頃にはすでに待望されていた企画であった。マサチューセッツハンデキャップ終了後の時点でシービスケットの総獲得賞金は142,300ドル、一方のウォーアドミラルはそれより2000ドル多く、現役1位であった。当時の獲得賞金記録はサンボウが1931年に樹立した376,744ドルという記録で、これにいずれどちらかの馬が迫ることが期待されていた。
ハイアリアパーク競馬場やアーリントンパーク競馬場などの一部競馬場は実際に企画を練り上げており、そのうちのひとつであるベイメドウズ競馬場は4万ドルの賞金を用意して、実現をハワードおよびウォーアドミラルの馬主であるサミュエル・リドルに直接打診した。ハワードはこれを受諾したが、リドルは拒否したため、この企画は実現しなかった。リドルはその時点でもシービスケット、および西海岸の競馬を信用していなかったため、ウォーアドミラルを西海岸まで輸送することを嫌がっていた。後にサンタアニタパーク競馬場からの要請で「サンタアニタハンデキャップにウォーアドミラルを出すかもしれない」といった発言でマスコミを沸かせたが、これもマスコミ嫌いのリドルが彼らを翻弄しただけのものであった。
10月16日にローレルパーク競馬場のローレルハンデキャップに出走、ここでシービスケットは14ポンド（約6.3キログラム）軽いヒールフライという馬に競りかけられるも、同馬と同着で優勝している。この後、同競馬場で10月30日に行われるワシントンハンデキャップに登録しており、そこにはウォーアドミラルも出走するため、その対決が見られるものと思われていた。しかし折からの雨によって当日は馬場がぬかるんでおり、重馬場を嫌ってシービスケット陣営は回避を選んだ。ウォーアドミラルは同競走を易々と勝ち、ウォーアドミラルの陣営は「シービスケットはウォーアドミラルに恐れをなして逃げた」と公言した。
対戦しそびれた上に嘲られたハワードは、再びマッチレースの段取りを組もうと試みた。ハワードはピムリコ競馬場を運営するアルフレッド・グウィン・ヴァンダービルト2世に企画を持ちかけ、ヴァンダービルトもそれに5万ドルの賞金を用意できると快諾した。しかし、リドルはピムリコ競馬場に少なからぬ恨みを持っており、この企画もリドルに断られて流れた。
11月3日のピムリコスペシャルにも両陣営は出走を予定していたが、またしても雨のためにシービスケットは出走を見送った一方、ウォーアドミラルは28ポンド差のマスクドジェネラルという馬を相手に1馬身半差をつけて優勝した。回避した競走の代わりとして出走した11月5日のリグズハンデキャップでは、130ポンドを積まれながらも快勝を遂げている。ヴァンダービルトはこの2頭の対決を何とかピムリコで行わせようと必死に交渉し、11月11日の1マイル5/8戦（13ハロン、約2615メートル）のボウイハンデキャップに出走するよう両陣営を説得した。ハワードはこれを受けて出走させたが、今度はリドルのほうが出走を取り消した。シービスケットはここでも130ポンドを背負って出走し、15ポンド軽いエスポサという牝馬にハナ差交わされて敗れた。
結局ウォーアドミラルとは一度も戦わないまま、シービスケット陣営はこの1戦を最後に東海岸遠征を終了、カリフォルニアへと戻った。ハワードはビング・クロスビーより、東から戻る際に自身がアルゼンチンより輸入した馬も一緒に運んでほしいと頼まれており、シービスケット以外にも何頭かの馬とともに帰途についている。この時運んだ馬の中に、後に対決するリガロッティやカヤックが含まれていた。
同年の末、当時の年度代表馬選考において、ホース・アンド・ホースマン誌より年度代表馬の称号を、ターフ・アンド・スポーツ・ダイジェスト誌より最優秀ハンデキャップ牡馬（最優秀古牡馬）の座を贈られた。この2誌でより権威があるのはターフ・アンド・スポーツ・ダイジェストであり、そちらの年度代表馬選考では621票を集めたウォーアドミラル（シービスケットは602票）が選出されていた。同年の獲得賞金は、出走数・勝利数で勝ったシービスケットのほうが上回っていた。

### 5歳時（1938年）

#### ポラードの離脱
1937年末の12月7日、ポラードはある競走で斜行したとして失格になり、さらに同年の全騎乗停止を宣告された。日頃よりポラードに強く肩入れしていたハワードはこの処分に憤り、「ポラードなくしてシービスケットなし」と宣言、当初12月15日に予定されていたサンフランシスコハンデキャップの出走を取り消し、さらに自身の競走馬を以降の競走にも出走させないと脅迫したが、結局裁定は覆らなかった。
年が明けた1938年、ニューイヤーズハンデキャップに登録されたシービスケットに課された斤量は134ポンド（約59.9キログラム）と重いもので、130ポンドより重い斤量で走らせたくなかったハワードはここも出走を取り消し、ハンデキャッパーを「民衆（＝シービスケットファン）の敵」と罵った。ポラードもようやく騎乗できるはずであったが、取消によりまたもや先送りとなった。
またこの頃、厩舎に怪しい男が忍び込んで、シービスケットの鼻にスポンジを詰め込もうとしている、という情報が飛び交った。実際にそれを行おうとしていた人物が見つかり、未遂で逮捕、州外追放処分となっている。この1件以降、シービスケットの周囲には警備員や警備犬が用意され、防犯装置なども厳重に配備されるようになった。
2月19日、シービスケットはこの日のサンカルロスハンデキャップに出走を予定していたが、またしても雨のため出走を取り消した。しかし同日に出走を予定していたフェアナイテスは重馬場にも強い馬であったので、そのままポラードを鞍上にして出走した。この競走でフェアナイテスはヒーディドという馬と接触し、ポラードは落馬、馬体に押し潰されて肋骨や腕を折る大怪我を負った。
そのため、陣営は年初からシービスケットに騎乗する代わりの騎手を探す羽目になった。ポラードは親友でもあるジョージ・ウルフに手綱を任せることを提言しており、ウルフもまた乗り気であったが、すでに先約があったためその話は消えてしまった。ハワードは自分の親しい騎手などから代役を募り、最終的には東海岸で活躍するサニー・ワークマン騎手に依頼することにした。
2月26日のサンアントニオハンデキャップで、シービスケットはワークマンを背に同年の初戦を迎えた。この競走ではトップハンデの130ポンドを背負い、また相手にはアネロイドやインディアンブルーム、およびウルフが騎乗したトゥデイという馬などがいた。シービスケットはスタートで手間取り、また最後の直線でもアネロイドを交わし切れずにアタマ差で2着に敗れた。ハワードはワークマンを弁護したが、スミスはこの騎乗に激怒し、以後ワークマンを使わないとまで言い放った。
一方、ウルフの騎乗したトゥデイは凡走に終わり、ウルフもまた怒った馬主から乗り役を外されていた。シービスケット陣営はこの機を逃さず、ウルフを当初のポラードの勧め通りにシービスケットのサンタアニタハンデキャップでの乗り役として確定させた。

#### 代役ウルフ

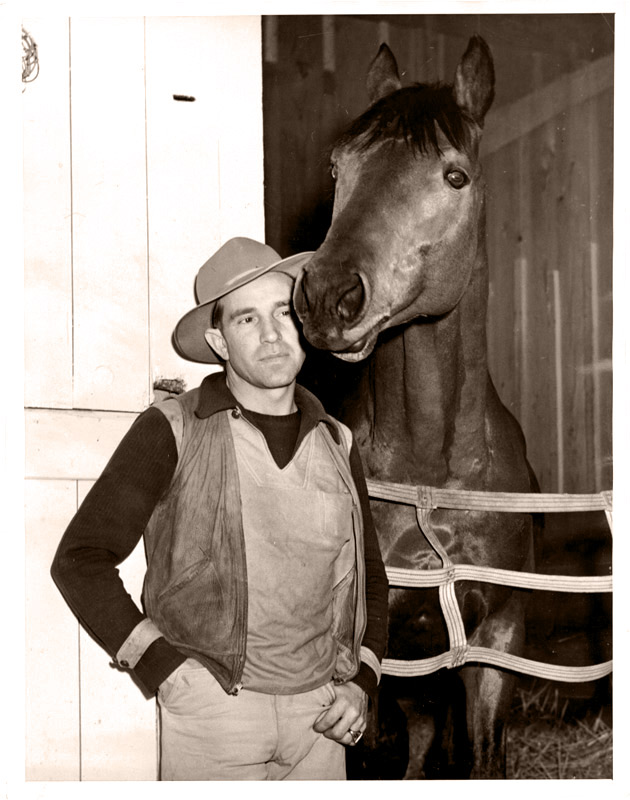
シービスケットとウルフ

ウルフ鞍上のもと、シービスケットは3月5日のサンタアニタハンデキャップに、トップハンデの130ポンドを背負って出走した。スタートからカウントアトラスという馬に寄りかかられる不利を受けるが、徐々に馬群の前方へと順位を上げ、残り2ハロンの時点で先頭を走っていたアネロイドを捕らえた。しかし馬群の後方から追い込んできたステージハンドという100ポンド（約45キログラム）の軽ハンデの馬に並びかけられ、熾烈な首の上げ下げの攻防の末にハナ差2着に敗れた。
この競走の中で、ウルフは寄りかかってくるカウントアトラスを追い払うために、鞍上のジョン・アダムズを鞭で打ちつける反則行為を行っていた。競走中は馬の陰に隠れて見えなかったが、後にパトロールフィルムを確認した際にそれが発覚し、このためウルフは騎乗停止処分を課せられた。
この時、シービスケットにはすでにアグアカリエンテハンデキャップに招待を受け、そちらで競走する準備が行われていた。陣営は次に出走する騎乗する騎手をまた探す羽目になり、スペック・リチャードスン騎手に依頼した。すでに凋落していたアグアカリエンテ競馬場であったが、競走当日はシービスケットファンで埋め尽くされ、トップハンデにして単勝1.3倍という断然の1番人気に推された。シービスケットはスタートからハナを切り、終始先頭のまま楽勝した。
4月16日に迎えた翌戦のベイメドウズハンデキャップでは、当初136ポンド（約61.7キログラム）という過酷な斤量が予定されていたが、当競走は障害児基金へのチャリティーイベントとして組まれたものであったため、ハワードにとって回避はしにくかった。結局、陣営の懇願で3ポンド少ない133ポンド（約60.3キログラム）まで軽減することができた。ベイメドウズ競馬場の収容限界を超えるほどの観客に見守られるなか、シービスケットは2着馬ゴッサムに3馬身差をつけ、コースレコードを1.4秒更新しての優勝を遂げた。
この頃にハワードは再びウォーアドミラルとのマッチレースを実現させようと、ベルモントパーク競馬場に話を持ちかけ、最強馬2頭による賞金10万ドル競走という一大イベントを実現させようとしていた。この企画についてベルモントパークの監督行政委員であったコーネリアス・ヴァンダービルト・ホイットニーが難色を示して決定が遅れる中、その企画を聞きつけたシカゴのアーリントンパーク競馬場もマッチレース企画を独自に組んでリドルに売り込みを始めていた。その結果、ベルモントパークは4月12日の会議で競走の実現を決定したが、旧来の規定ではマッチレースに賞金が出せないため、2頭のマッチレースではなく一般競走に2頭が参加する形が採用された。競走の日程は、リドルの要望を受けて5月30日に行われることになった。

#### 重圧
シービスケットは再び大陸横断鉄道に乗って、4月26日に東海岸へと到着、現地で調整を行っていた。この頃ポラードも復調し、再びシービスケットとのコンビが組まれる予定であった。しかし、シービスケットの調整の具合は芳しくなく、5月24日に公開調教が行われることになっていたが、その朝にシービスケットの膝に痛みが走っていることが見つかり、当日の調教どころかウォーアドミラルとの対決も中止になってしまった。この中止によって、もはやマッチレースを呼び掛けるような気運はなく、シービスケット陣営が対決を実現させるにはウォーアドミラルの予定に合わせて追いかけていく以外に他はなくなってしまった。
この次に予定されていたウォーアドミラルの競走はサフォークダウンズ競馬場で行われるマサチューセッツハンデキャップ（6月29日）で、シービスケットの陣営もそれに合わせて再び調整を続けていった。しかし6月23日、この日ポラードは右足を断裂しかける大怪我を負い、再び戦線を離脱、代役には再びウルフが起用された。さらに6月29日の競走当日になって再び肢に異常が見つかり、出走取り消しが遅れたために決裁委員と紛糾の事態となった。結果として出走は取り消されたものの、その名誉は大きく傷つき、あるラジオ放送の解説者は「これでシービスケットはレース生命を断たれた」と断言し、またある記者には「今後、この2頭の名馬のマッチレースを新たに申し出る者がいたら、その人間は即座に、反逆、謀反、軽犯罪、そして心神喪失の審理を受けることになるだろう」とまで書きたてられた。
次の競走はアーリントンパークでのスターズアンドストライプスハンデキャップであったが、雨が多く調整ができない日が続き、その馬体重はとても出走できるような重さではなかった。しかし、折からの出走取消続きによって決裁委員会やマスコミからのプレッシャーは強くなっており、ハワードもこれに耐えかねて「雨が降っていなければ出走させる」と公言せざるを得なかった。競走では馬群を押し出されて一時最後方に追いやられ、また大きくコーナーを回らされるなどの不利を受け、なんとか8頭の馬を抜き去ったものの、勝者ウォーミンストレルに届かず2着に敗れた。

#### シービスケットとリガロッティ
西海岸に戻ったシービスケットは、7月16日にこの年新たに開場したロサンゼルスのハリウッドパーク競馬場で行われる第1回のハリウッドゴールドカップに出走した。この競走にはビング・クロスビーとリンジー・ハワードの共同所有馬リガロッティが出走しており、リンジー・ハワードが父チャールズにシービスケットの出走を依頼したのであった。度重なる取消から、この競走においても競馬場側から実際に出走するのか怪しまれたものの、シービスケットはトップハンデの133ポンド（約60.3キログラム）を積んで出走を果たした。シービスケットはスタートこそ出遅れたものの、向こう正面からコーナーに入るところで大外を回って動き出し、先頭を走っていたスペシファイという馬まで8馬身差のところまで詰め寄っていった。最後の直線に入ったところで先頭から4馬身差のところにいたが、鞍上を務めたウルフは一瞬手綱を引いて手前を変えたのみで、あとはシービスケットの走りたいように走らせると、そのままスペシファイを追い抜いてゴール、コースレコード付きの1馬身半差で優勝した。
ハリウッドゴールドカップのあと、リンジー・ハワードとクロスビーはチャールズと相談し、シービスケットとリガロッティをデルマー競馬場でマッチレースさせようと企画していた。デルマー競馬場は開場2年目の競馬場で、その大きなてこ入れ策として西海岸で一、二を争う2頭を競わせようとした。シービスケットは当時サンボウの獲得賞金レコードまであと85,000ドルという賞金を稼いでおり、マッチレースの賞金が加算されればそれに早く追いつくことができるため、またチャールズ自身がデルマー競馬場の出資者であり、同競馬場の活性化はチャールズにとっても利がある、陣営にとってまたとない提案であった。この提案は8月12日のデルマー9ハロン（約1810メートル）の競走として実現し、シービスケットが130ポンド、リガロッティが115ポンドを積み、勝った側が賞金25,000ドル総取りというものになった。
しかし、このイベントは新聞記者などからは怪訝な目で見られ、ハワード親子によるシービスケットの賞金額を増やすための茶番ではないかと邪推された。このため、デルマー競馬場はこの競走の一般観客に対する馬券発売を取りやめている。それでも観衆は殺到し、定員をはるかに超える2万人以上の観衆が当日のデルマーに押し寄せていた。また、観衆にはクロスビーの友人であるクラーク・ゲーブルやキャロル・ロンバード、スペンサー・トレーシー、レイ・ミランドなどのハリウッドスターも駆けつけていたという。
スタートはともに横並びでゲートを飛び出し、シービスケットがアタマ差先行した状態で1コーナーを回っていった。リガロッティもそれに喰らいついてジリジリ差を詰め、一瞬ハナ差で前に出たかと思ったが、まもなくシービスケットの側がまた先に出た。1マイル経過時点でのタイム1分36秒20はコースレコードを2秒も更新するハイペースで、やがてバテ始めたのはリガロッティのほうであった。リガロッティ鞍上のスペック・リチャードスンは最後の手段としてシービスケットの馬具に掴みかかるなどの反則行為に出たが、それでもシービスケットは止まらずに決勝戦を通過、デルマー9ハロンのコースレコードを4秒更新する1分49秒00で優勝した。
祝賀ムードの一方でウルフとリチャードスンは互いに相手の反則を訴え、これがもとで両者ともに同年内のカリフォルニア州での騎乗を停止させられている。この騎手2名に対する決裁は濁した形で公表されたが、これがもとでマスコミの中にはこの競走が八百長であるとまで書きたてるものが出現、それも全国的に波及していき、この競走の賞金を公式記録から除外する運動まで起きた。八百長の黒幕のように扱われたハワードは激怒、「悪質すぎてとても無視するわけにはいかなかった」と記者会見を開き、「もし私の所有馬が力だけでは勝てないとしたら、私は今すぐ競馬界を引退する」と語っている。この競走が映像に記録されていたことが判明すると、その映像中で実際に行われていた反則行為の一部始終が公開されると、ウルフ（およびリチャードスンの）騎乗停止処分は撤回された。

#### 世紀の対決
リガロッティとの対決後、シービスケットはこれが最後となる東海岸遠征に出た。遠征初戦9月20日のマンハッタンハンデキャップは雨の中の競馬となり3着に敗れたが、9月28日のハバディグレイスハンデキャップでは一転して勝利、シービスケットの健在さを東海岸にアピールした。しかし、10月15日のローレルハンデキャップでは24ポンド差の牝馬ジャコラに2馬身遅れる2着に敗れた。
なおもマッチレースを熱望していたのは、シービスケット陣営のみならず、ピムリコのヴァンダービルトもであった。ヴァンダービルトは2頭が勝った経験のあるピムリコ9.5ハロン（約1911メートル）の競走で、かつ前年ウォーアドミラルが制したピムリコスペシャルを対決の場として提供することをリドルに提案した。賞金額は15,000ドルとそこまで高くなく、また両者に保証金として5,000ドルを提出させるというものであったが、ずっと拒否してきたリドルもついに折れ、条件として両者が120ポンド（約54.4キログラム）を積むこと、因縁のあったピムリコの発走委員ジム・ミルトンに代わってベルモントパークの発走委員ジョージ・キャシディを当日使うこと、ゲートやバリヤーなどの発馬機を使わずに古来の発走方式でスタートを切ることを提示した。ハワードは条件の前者2つを受け入れたが、最後の発走方式については古来の手旗ではなく、ゲートに使われている発走ベルを使うことを提案した。この提案はスミスの秘策によるもので、発走ベルの音に反応してスタートを切る特訓をシービスケットに積ませていた。
当時のピムリコ競馬場は最大16,000人と収容人数が少なく、ヴァンダービルトはこのため来客を少しでも減らせるよう火曜日に決戦の日を設定したが、11月1日当日のピムリコにそれを超える約4万人の観衆が押し寄せていた。報道陣の予想では圧倒的にウォーアドミラルの評価が高く、『デイリー・レーシング・フォーム』の記者はみなウォーアドミラルを推し、カリフォルニアの新聞以外にシービスケットを推す記者はいなかったという。
発走のベルが鳴ると、2頭は同時に飛び出した。40メートルほど2頭はピッタリ並んで進んでいたが、先に前に出たのはシービスケットで、100メートル通過時点で半馬身の差をつけていた。直線の出口で2馬身差をつけていたシービスケットはやがてウォーアドミラルの進路を覆う位置取りになる。1コーナーに差し掛かった時、ウルフはシービスケットのわざと手綱を緩めて、ウォーアドミラルを追いつかせようとした。ウォーアドミラル鞍上のチャールズ・カートシンガーは外を通って迫ろうとすると、ウルフは内側をわざと開けて誘い込もうとし、一方のカートシンガーもそれが戦略だと見抜いて大外へと馬体を持ち出した。ウォーアドミラルは一瞬シービスケットに並びかけたが、先に余力を使い果たしたのもウォーアドミラルで、その先はシービスケットが徐々に差を広げ、ついには4馬身差で決着がついた。ウルフはシービスケットについて「世界一の馬だ。あの馬はそれを今日、自分で証明して見せた」と語った。
この対決の後、両陣営は11月12日のナラガンセットパーク競馬場のロードアイランドハンデキャップ（9ハロン）でもう一度対戦する可能性があったが、ウォーアドミラルよりも3ポンド重いハンデを課されたシービスケット陣営は回避している。
その後、シービスケットは同年の『ターフ・アンド・スポートダイジェストマガジン』誌における年度代表馬選考において、ウォーアドミラルの489票を超える698票を得て年度代表馬に選出された。

### 6-7歳時（1939-1940年）

#### 最後のサンタアニタ

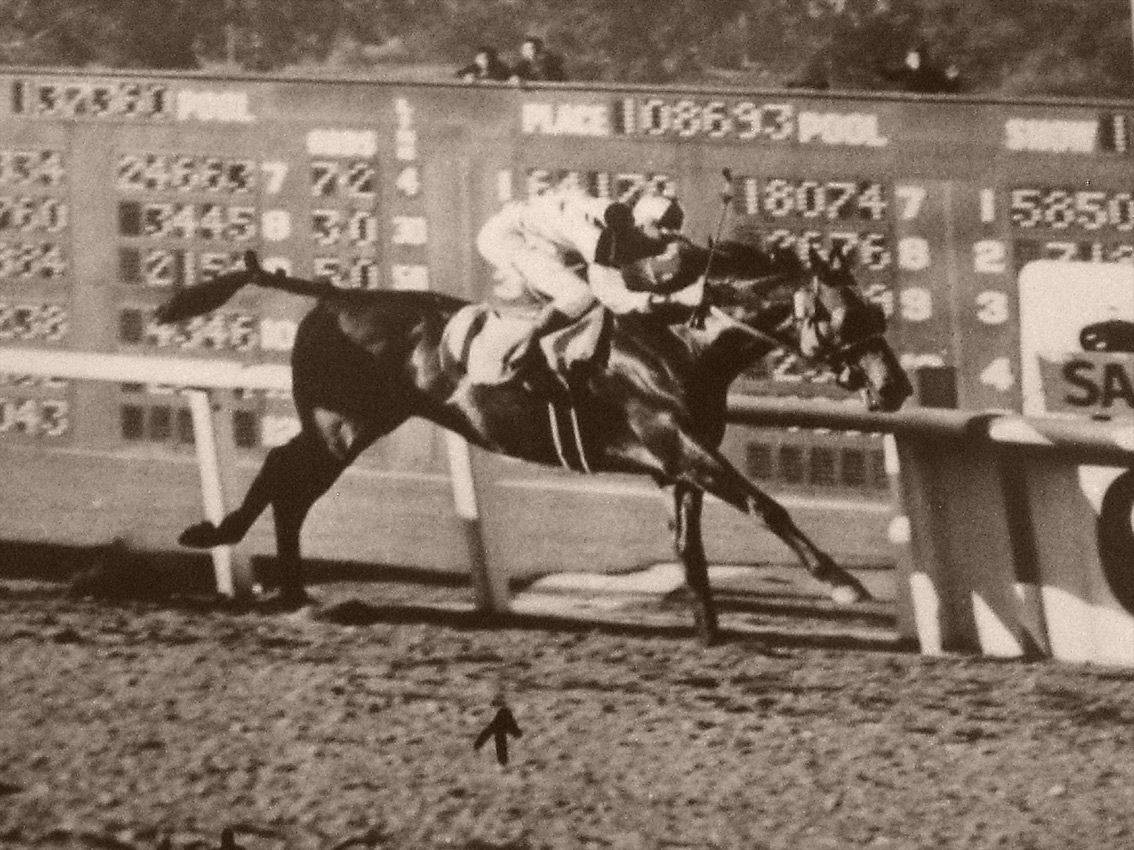
ポラード鞍上のもとで優勝した1940年のサンタアニタハンデキャップ

5歳シーズンの暮れに、シービスケットは調教中に左前肢を後肢で蹴る事故を起こしてしまい、提靭帯打撲のため膝まで包帯を巻き、調教を中止した。同年も目標はサンタアニタハンデキャップであったが、調教できなかった分だけ体重は増え、また雨などのために前哨戦も碌に使えない状況が続いた。2月14日の一般戦でようやく出走したものの、この競走中に左前肢に異常が発生、競走も2着に敗れている。診断の結果は飛節の提靭帯断裂であった。
このため同年のサンタアニタハンデキャップは諦めざるを得なかったが、引退はせずに復帰を志した。ハワードは脚の故障に関するスペシャリストであった厩務員のハリー・ブラッドショーを新たに雇い、スミスとともにシービスケットの脚を看護させた。同じく足を怪我していたポラードもリハビリに参加し、ついには1939年の12月になってサンタアニタパークの厩舎に戻ってこられるようになった。この時期をポラードは後に「長く辛い登り道」と表現している。
復帰後、シービスケットは天候不順がもとでなかなか調教に使えず、また前哨戦に登録するも取消が続いていた。ようやく決まった復帰戦は2月9日のラホヤハンデキャップで、ポラードのコンビも1年ぶりのものであった。しかしこの競走でシービスケットは病み上がりながらも128ポンドを積まれ、10ポンド差のヒールフライから3馬身離れた3着に敗れた。それから1週間後のサンカルロスハンデキャップでもやはり他馬より重い127ポンドを積まれての出走で、6着と大いに破れた。
2月24日、サンアントニオハンデキャップに出走したシービスケットは124ポンドと、僚馬カヤック（128ポンド）よりも軽い斤量を課せられていた。シービスケットはスタートを用心深く切ると、先頭集団とともに進み、向こう正面からコーナーにかけてその先頭に躍り出た。先頭に立ったシービスケットはなおもスピードを維持し、直線を独走、2着に入ったカヤックに2馬身半差をつけて約1年ぶりの勝利を手にした。
3月2日、当日のサンタアニタパークにはアメリカ全土から報道陣が、またビング・クロスビーら俳優陣もまた駆けつけ、最終的には78,000人の観衆が詰めかけてアメリカ史上第2位の観客動員数を記録した。当日のトップハンデを課せられたのはシービスケットで130ポンド、カヤックがそれに次いで129ポンドであった。スタートのベルが鳴り、レースの先陣を切ったのは古豪ウィッチシーで、シービスケットは1馬身後方、ウィッチシーから馬1頭分外に持ち出したところに位置取った。ポラードは眼前のウィッチシーを引き摺り下ろそうとして並びかけようとしたが、ウィッチシーの側も粘り、このためラップタイムは非常にハイペースとなった。8ハロン（約1609メートル）経過時点でのラップタイムは1分36秒00で、これはウォーアドミラルとのマッチレースの時よりも1秒以上速いものであった。第3コーナーを回るところでウェディングコールという馬がこの競りかけに加わり、シービスケットはそれに押し込まれる形でウィッチシーの真後ろに立たされ、前と横が閉じられる格好となってしまう。しかし一瞬ウェディングコールが右によれたその隙間をシービスケットはかいくぐり、ついに先頭に立った。そこに後方からカヤックが追いつき、シービスケットに一瞬並びかけようとしたが、再びシービスケットは加速、カヤックを1馬身半置き去りにして決勝線を通過、ついにサンタアニタハンデキャップを制した。この競走で獲得した賞金を含め、その総賞金額は437,730ドルとなり、これによってサンボウの賞金レコードはついに塗り替えられた。
このあと、シービスケットを以後も競走に使うかが話し合われたが、ポラードは引退を勧め、またスミスも「走るのはこれきりにしてやりたい」と漏らし、ハワードもそれに従ってシービスケットを引退させた。

## 引退後

### 種牡馬活動

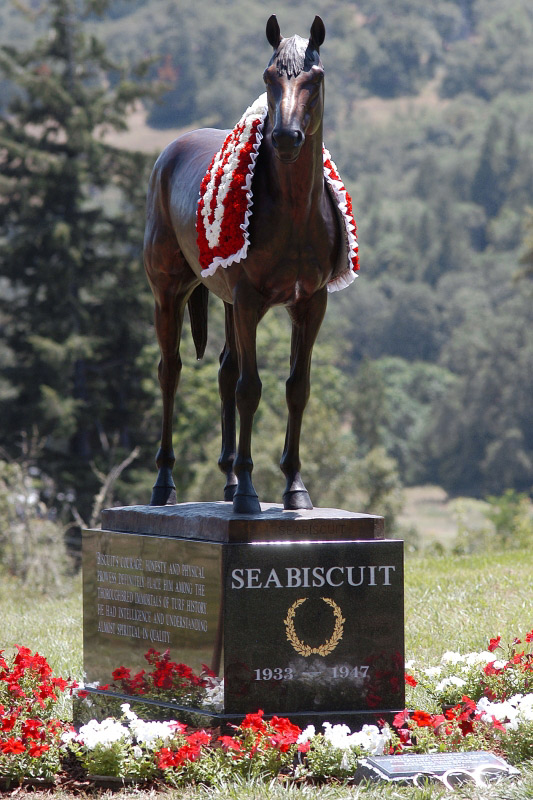
リッジウッド牧場に立てられたシービスケット像

引退後はハワードのリッジウッド牧場に戻り、カヤックとともにここで種牡馬となった。しかしリッジウッド牧場はカリフォルニアの主要な牧場から遠く離れており、そのため種付けのために牝馬を送り込む牧場主も少なく、種付け相手のほとんどがハワード所有の牝馬であった。牧場産の「リトルビスケット」達は父同様に人懐っこい馬ばかりで、ハワードは彼らを溺愛した。仔馬がシービスケットと並ぶクリスマスカードなどを発行し、これもまた各地で人気の品となった。
シービスケットは休養中の種付けも含めて7年間で108頭の産駒を出し、66頭が勝ち上がり、4頭がステークス競走勝ちを収めた。代表産駒は、サンタカタリーナハンデキャップに優勝したシーソヴリン（Sea Sovereign 1942年生、牡馬）や、ヤンキーハンデキャップ優勝のシースワロー（Sea Swallow 1942年生、牡馬）などである。母の父としても、シーオービット（Sea Orbit 1956年生、牡馬。父オービット）が競走馬として高い能力を発揮し、ビングクロスビーハンデキャップなどステークス12勝を含む67戦22勝の戦績を挙げている。
しかしそれ以外には競走馬として大きな活躍をした仔、および子孫は出なかった。産駒も種牡馬として需要を得たものはほとんどなく、牡系としてはすでに残っていない。ほとんどはクレーミング競走級の競走馬であったにもかかわらず、ハワードはシービスケットの産駒をクレーミング競走に出すことを嫌がり、なかには周囲に説得されて売りに出した後に、こっそり買い戻したこともあったという。
後述する映画『シービスケット物語』には、代表産駒のシーソヴリンがシービスケット役として起用された。しかしすでに競走能力を大きく失っており、ウォーアドミラルとのマッチレースを演じさせた際には毎度相手役に遅れてしまい、結局そのシーンには実際のニュース映像が使われた。

### 晩年
引退後はアメリカの各地よりイベントへのゲストとしての招待状が送られ、そのうちのゴールデンステート国際展覧会からの招待は、同じく招待客であったルーズベルト大統領と同格の扱いでの招待状であった。しかしハワードはいずれの誘いも断っている。
競走馬を引退した後もある程度の運動をさせるべきだと考えたハワードは、シービスケットに種牡馬としての活動が無い時は牛追いのまねごとをさせたり、またピクニックのときに乗馬として連れ添うなどした。しかし外出のたびにあちこちで草を食んでいたため、より一層太ったという。ハワードはシービスケットを含む家族での写真を大量に撮っては、それを知り合いに送りつけていた。
1947年5月17日、シービスケットは心臓発作により14歳で死亡した。ハワードは朝食の場でマーセラにそのことを伝えられるとその早すぎる死を悲しみ、また伝え聞いたポラードも「まるで昨日のことのようだ」とコメントした。派手好きのハワードにしては珍しく、シービスケットの葬儀は内密に行われ、またその亡骸の上には墓石も立てず、ただ樫の苗木を植えたのみであった。その墓の所在は現在も伏せられており、ハワード家だけが知る秘密にされている。

## 評価

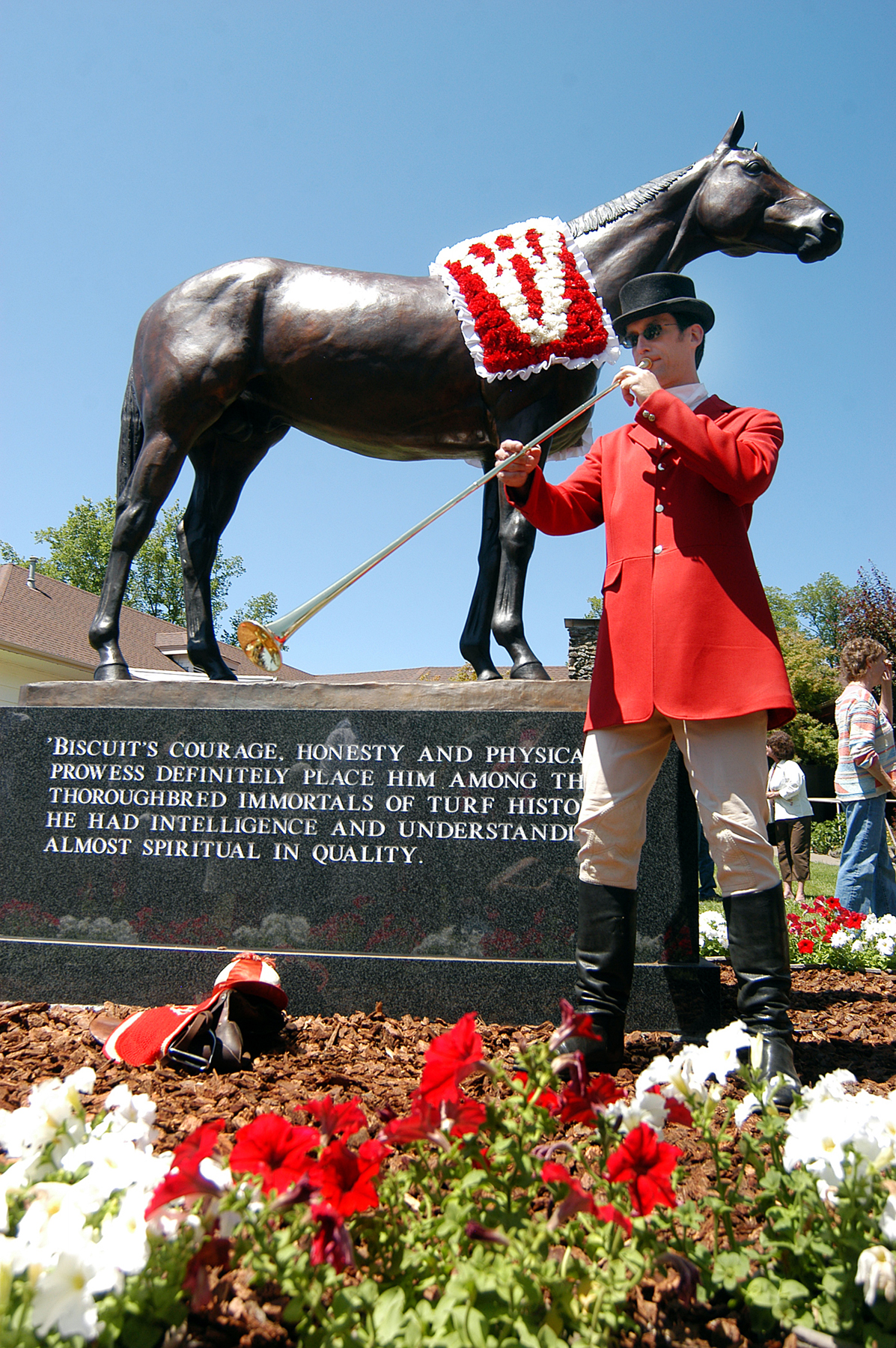
2006年現在のシービスケット像と、記念式典のトランペッター。

### 主な勝鞍
- 当時はグレード制未導入

1935年（2歳）　35戦5勝
アーズリーハンデキャップ、スプリングフィールドハンデキャップ、ウォッチヒルクレーミングステークス
2着 - ポータケットハンデキャップ
1936年（3歳）　23戦9勝
ベイブリッジハンデキャップ、ワールズフェアハンデキャップ、ガヴァナーズハンデキャップ、スカーズデイルハンデキャップ、ヘンドリーハンデキャップ、モホーククレーミングステークス
1937年（4歳）　15戦11勝
サンフアンカピストラーノハンデキャップ、ブルックリンハンデキャップ、バトラーハンデキャップ、ベイメドウズハンデキャップ、コンチネンタルハンデキャップ、マーチバンクハンデキャップ、マサチューセッツハンデキャップ、リグズハンデキャップ、ローレルステークス、ヨンカースハンデキャップ
2着 - サンタアニタハンデキャップ、ボウイハンデキャップ
1938年（5歳）　11戦6勝
ピムリコスペシャル（ウォーアドミラルとのマッチレース）、ハリウッドゴールドカップ、リガロッティとのマッチレース（デルマー競馬場）、ベイメドウズハンデキャップ、アグアカリエンテハンデキャップ、ハバディグレイスハンデキャップ、
2着 - サンタアニタハンデキャップ、スターズアンドストライプスハンデキャップ、ローレルステークス、サンアントニオハンデキャップ
1939年（6歳）　1戦0勝
1940年（7歳）　4戦2勝
サンアントニオハンデキャップ、サンタアニタハンデキャップ

### 年度代表馬
- 1937年 - 最優秀ハンデキャップ馬
- 1938年 - 年度代表馬、最優秀ハンデキャップ馬

### 表彰

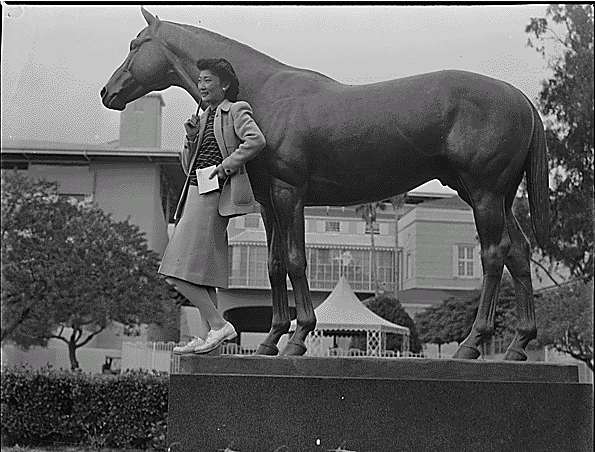
サンタアニタパーク競馬場のシービスケット像。1942年4月6日撮影。

- 1958年 - アメリカ競馬名誉の殿堂博物館に、殿堂馬として選定される。
- 1999年 - ブラッド・ホース誌の選ぶ20世紀のアメリカ名馬100選において、第25位に選ばれる。
- サンタアニタパーク競馬場に、シービスケットの栄誉を讃えるための実物大の像が立てられている。後にウルフが没すると、ウルフの銅像がシービスケットのものと向かい合わせに立てられた。
- 2003年 - ベイメドウズ競馬場の「オールアメリカンハンデキャップ」が、同馬の名を冠して「シービスケットハンデキャップ」と改称される。この競走はベイメドウズ競馬場が2008年に閉鎖されるまで続けられた。のちにデルマー競馬場に同名の競走が創設されている[1]。

## 血統
父ハードタック（Hard Tack 1926年 - 1946年）は、当時のウィートリーステーブルの所有者であったグラディス・ミルズ・フィップスの持ち馬であり、後述するフィッツシモンズ厩舎で競走生活を送り、その後フィップスの牧場で種牡馬となった馬である。マンノウォーの産駒はいずれも容姿と能力に優れる一方、父父ヘイスティングズ譲りとされる気性の激しさを持っており、ハードタックも一際扱いに困る馬であったという。
その気性の悪さを何とか御することができれば、ハードタックは高い競走能力を発揮した。生涯で15戦して3勝を挙げ、サラナクハンデキャップやニッカボッカーハンデキャップといったステークス競走勝ちも収めている。
1932年より種牡馬として活動を開始したが、ハードタックの悪名は競馬関係者の間で広く知れ渡っており、種付け料を無料にしても配合を断られる有様であった。フィップスが牝馬を預けているクレイボーンファームですらも種付けを断ってきたため、仕方なくブルーグリーンハイツという無名の育成牧場に牝馬を移送し、そこでやっと4頭の種付けを行うことができた。やがてシービスケットの名声が高まるとクレイボーンファームに連れ出され、「世紀の対決」の頃には種付け料が1000ドルまで上昇していた。
母スウィングオン（Swing On 1926年 - ?）は未出走で競走生活を終えた馬で、ハードタックと同じくフィッツシモンズが管理していた。父がウィスクブルームという血統を見込まれて繁殖入りしていた牝馬で、シービスケットのほかにも何頭か勝ち上がり産駒を出している。牝系の3代先にはケンタッキーダービー馬のディターマインがいる。

### 血統表
| シービスケットの血統     | シービスケットの血統                    | シービスケットの血統                    | （血統表の出典）                        | （血統表の出典） |
| 父 Hard Tack 1926年 栗毛 | 父の父Man o'War 1917年 栗毛             | Fair Play                               | Hastings                                | Hastings         |
| 父 Hard Tack 1926年 栗毛 | 父の父Man o'War 1917年 栗毛             | Fair Play                               | Fairy Gold                              |                  |
| 父 Hard Tack 1926年 栗毛 | 父の父Man o'War 1917年 栗毛             | Mahubah                                 | Rock Sand                               | Rock Sand        |
| 父 Hard Tack 1926年 栗毛 | 父の父Man o'War 1917年 栗毛             | Mahubah                                 | Merry Token                             |                  |
| 父 Hard Tack 1926年 栗毛 | 父の母Tea Biscuit 1912年 栗毛           | Rock Sand                               | Sainfoin                                | Sainfoin         |
| 父 Hard Tack 1926年 栗毛 | 父の母Tea Biscuit 1912年 栗毛           | Rock Sand                               | Roquetbrune                             |                  |
| 父 Hard Tack 1926年 栗毛 | 父の母Tea Biscuit 1912年 栗毛           | Tea's Over                              | Hanover                                 | Hanover          |
| 父 Hard Tack 1926年 栗毛 | 父の母Tea Biscuit 1912年 栗毛           | Tea's Over                              | Tea Rose                                |                  |
| 母 Swing On 1926年 鹿毛  | 母の父Whisk Broom 1907年 栗毛           | Broomstick                              | Ben Brush                               | Ben Brush        |
| 母 Swing On 1926年 鹿毛  | 母の父Whisk Broom 1907年 栗毛           | Broomstick                              | Elf                                     |                  |
| 母 Swing On 1926年 鹿毛  | 母の父Whisk Broom 1907年 栗毛           | Audience                                | Sir Dixon                               | Sir Dixon        |
| 母 Swing On 1926年 鹿毛  | 母の父Whisk Broom 1907年 栗毛           | Audience                                | Sallie Mcclelland                       |                  |
| 母 Swing On 1926年 鹿毛  | 母の母Balance 1919年 鹿毛               | Rabelais                                | St. Simon                               | St. Simon        |
| 母 Swing On 1926年 鹿毛  | 母の母Balance 1919年 鹿毛               | Rabelais                                | Satirical                               |                  |
| 母 Swing On 1926年 鹿毛  | 母の母Balance 1919年 鹿毛               | Balancoire                              | Meddler                                 | Meddler          |
| 母 Swing On 1926年 鹿毛  | 母の母Balance 1919年 鹿毛               | Balancoire                              | Ballantrae                              |                  |
| 母系(F-No.)              | (FN:5-j)                                | (FN:5-j)                                | (FN:5-j)                                | [ § 2 ]          |
| 5代内の近親交配          | St.Simon 5×4, Hindoo 5×5, Rock Sand 3×4 | St.Simon 5×4, Hindoo 5×5, Rock Sand 3×4 | St.Simon 5×4, Hindoo 5×5, Rock Sand 3×4 | [ § 3 ]          |
| 出典                     | 1. 2. 3.                                | 1. 2. 3.                                | 1. 2. 3.                                | 1. 2. 3.         |

## エピソード

### マスコミとの関係
カリフォルニアでサンタアニタハンデキャップの有力候補となった頃には、シービスケットはあらゆる話題の中心となり、競馬と関係のない世界のマスコミまでがシービスケットを取材しに来ていた。しかし競馬を知らない記者も少なくなく、シービスケットに跨ろうとする記者もいたり、中には荒唐無稽な捏造記事を書く者もいた。スミスは元よりマスコミが嫌いであったが、有名になってもそれは変わらず、さらに巧妙な手段で取材を掻い潜ろうとするようになり、また彼らに煮え湯をのませることを楽しみの一つとしていたが、マスコミもまた様々な手段で取材したり、スクープを狙うようになった。
1937年の4月、ハワードはグロッグという名の牡馬を購入している。同馬はかつてシービスケットとともにフィッツシモンズ厩舎に入った馬で、父も同じくハードタックであった。ハワードがハードタック産駒を注目するようになったことが購入の要因であったが、スミスは同馬の外見がシービスケットに非常によく似ていることに注目していた。スミスは調教のときにシービスケットとグロッグを時折入れ替えて調教させ、調教時計を確認しに来た記者らを混乱させた。元々シービスケットは見栄えする馬ではなかったので、競馬知識の浅い記者であれば馬房の中ですら容易に欺くことができた。
スミスが露出を嫌う一方で、ハワードは大衆の発言力を利用しようと、逆に注目を集めることを歓迎していた。彼はシービスケットの名声を確固たるものにするために全力を尽くし、取材は拒まず、写真撮影は喜々として応じた。マスコミそのものも味方にしようと多大に干渉を行い、競走に勝った時には新聞に全面広告も打ち出し、新聞社主催の宝くじにシービスケット賞を用意するなどしている。
また、シービスケットに関した記事の一つ一つに目を通しては、それの記者に感謝や反論を送りつけ、時にはプレゼントやリーク情報を与えるなど、記者の印象操作にも躍起であった。あるときにはシービスケットを批判した記者を競馬場のボックス席に呼びつけ、家族総出で記者を詰問したりもした。
シービスケット自身はマスコミに受けがよい馬であった。写真撮影のフラッシュにも身じろがず、また群衆の中心に立った時にはそれらしいポージングを取り、記者たちからは「ムービースター」と形容されていた。

### 比較評価
ハワード夫妻にとってシービスケットは特別な存在であったようで、初めてサンタアニタハンデキャップを制したのがカヤックであったことを残念そうに語ったという。またハワードは晩年にイギリスから輸入したヌーアで再び栄光を手にし、同馬がサイテーションを破るなどの活躍を繰り広げたにも拘らず、記者が「あなたは新たなシービスケット（＝ヌーア）を手に入れましたね」と訊いた際には、「いや、シービスケットようなものは二度と現れない」と言いきっている。
ウルフは後の1942年にワーラウェイでアメリカクラシック三冠を達成した。その時に記者から「あなたが乗ってきた馬の中で最高の馬はどれか」と訊かれたのに対して、ワーラウェイではなくシービスケットの名を挙げている。

## 文化

### 書籍
シービスケットについて言及した雑誌・書籍は数多い。最も古い部類の物に、サンタアニタハンデキャップ優勝から間もない頃に書かれた『Seabiscuit: The Saga of a Great Champion』（1940）がある。このほかで有名なものには、後述のヒレンブランドも7歳の頃に読んだ『Come On Seabiscuit!』（1963）などがある。シービスケットに関する書籍で最も有名なものに2001年にアメリカの作家ローラ・ヒレンブランドが書いた、シービスケットの競走生活とその背景を元にした小説『シービスケット あるアメリカ競走馬の伝説（原題：Seabiscuit: An American Legend）』である。この小説は大ヒットを記録し、2001年度のウィリアム・ヒル スポーツブック オブ ザ イヤーにも輝いた。以下はシービスケットに関する主な書籍である。
- Seabiscuit: The Saga of a Great Champion（1940 著者: B. K. beckwith）[133]
- Come on Seabiscuit!（1963 著者: Ralph Moody 挿絵: Robert Riger 出版: Bison Books ISBN 0-8032-8287-7）
- Seabiscuit: An American Legend（2001 著者：Laura Hillenbrand 出版：Random House ISBN 1-400-06098-2）
- Seabiscuit: The Screenplay（2003 著者：Gary Ross 出版：Ballantine Books ISBN 978-0345471154）
- The Seabiscuit Story（2003 編者：John McEvoy 出版：Eclipse Press ISBN 9781581500981）
- The Spirit of Seabiscuit（2006 著者：Jani Burton 出版：LL Publishing ISBN 978-0972075527）

日本ではヒレンブランドの小説が映画化・公開されるにあたって、その和訳版が2003年に出版されている。また、啓林館発行の高等学校外国語科（英語）用教科書『ELEMENT English Course I（ISBN 978-4-402-57016-3）』は、教材の題材としてシービスケットの逸話を用いた珍しい例のひとつである。

### 映画
シービスケットを題材とした映画として知られるものに、シャーリー・テンプル主演の1949年公開の映画『シービスケット物語』と、ヒレンブランドの小説を原作としたトビー・マグワイア主演の2003年公開の映画『シービスケット』がある。
後者は原作の評価も相まってヒットを記録し、第76回アカデミー賞でも作品賞など7部門でノミネートされた。イギリスではドンカスター競馬場が映画公開とコラボレーションを行い、2003年のセントレジャーステークスを「シービスケット・セントレジャーステークス」として開催している。日本でも2004年1月24日に公開され、2004年の報知映画賞では海外作品賞を受賞、また第28回日本アカデミー賞においても最優秀外国作品賞にノミネートされ、優秀外国作品賞を受賞した。